# Ismael Kombich
Ismael Kombich, né le 16 janvier 1985, est un athlète kenyan spécialiste du 800 m.
Il co-détient le record du monde du relais 4 × 800 mètres depuis le 25 août 2006.